# Skeksis
Skeksis este o specie fictivă care are rolul de antagonist principal în filmul fantastic din 1982 Cristalul întunecat, în cărțile însoțitoare The World of The Dark Crystal, în manga Tokyopop  Legends of the Dark Crystal și în  serialul Netflix Cristalul întunecat: Epoca rezistenței, ultimele două servind ca prequel al filmului din 1982. Rasa este descrisă ca fiind extraterestră și apare în episodul S03E07 al serialului Război intergalactic și este similară ca  apariție cu rasa Halosian din episodul S02E09 al aceluiași serial, episoade produse tot de compania Jim Henson Productions. Cuvântul "Skeksis" este și la plural și la singular.  Membrii acestei rase sunt descriși de artistul Brian Froud ca fiind "parte reptile, parte păsări răpitoare, parte dragoni". În film, Skeksis sunt animați de păpușari sub regia lui Jim Henson. Henson a afirmat că la dezvoltarea acestora s-a inspirat din cele șapte păcate capitale.

## Membri ai rasei
- skekSo - Împăratul
- skekSil - Chamberlain
- skekVar - Primul General
- skekUng - Garthim-Master (al 2-lea General și noul împărat)
- skekZok - Ritual-Master (marele preot)
- skekEkt - Ornamentalist
- skekTek - Cercetătorul
- skekShod - Treasurer
- skekOk - Scroll-Keeper (istoricul)
- skekNa - Slave-Master (Călău, Patriarh)
- skekAyuk - Gourmand
- skekLach -  Census Taker (Colector)
- skekMal - Hunter (vânătorul)
- skekGra - Heretic (cuceritorul)
- skekLi - Satirist
- skekSa - Mariner (căpitanul)
- skekYi
- skekHak